# Dalai Lama (píseň)
Dalai Lama je píseň metalové skupiny Rammstein z alba Reise, Reise.
Pojednává zpočátku o letu letadla, na jehož palubě kromě jiných sedí muž s dítětem (ein Mann mit Kind). Poté se na scéně objeví Bůh a s ním i zloba, že člověk nebyl stvořen pro létání, ale přesto létá. Proto na něj pošle bouři a jeden blesk zasáhne i ono již zmíněné letadlo. V dekompresi (náhlá změna tlaku vzduchu) je sice otec připoután, ale jeho dítě ne. Nakonec ve třetí minutě písně zazní Doch die Angst kennt kein Erbarmen – strach nezná slitování – a otec dítě umačká.